# Guglielmo Ciardi

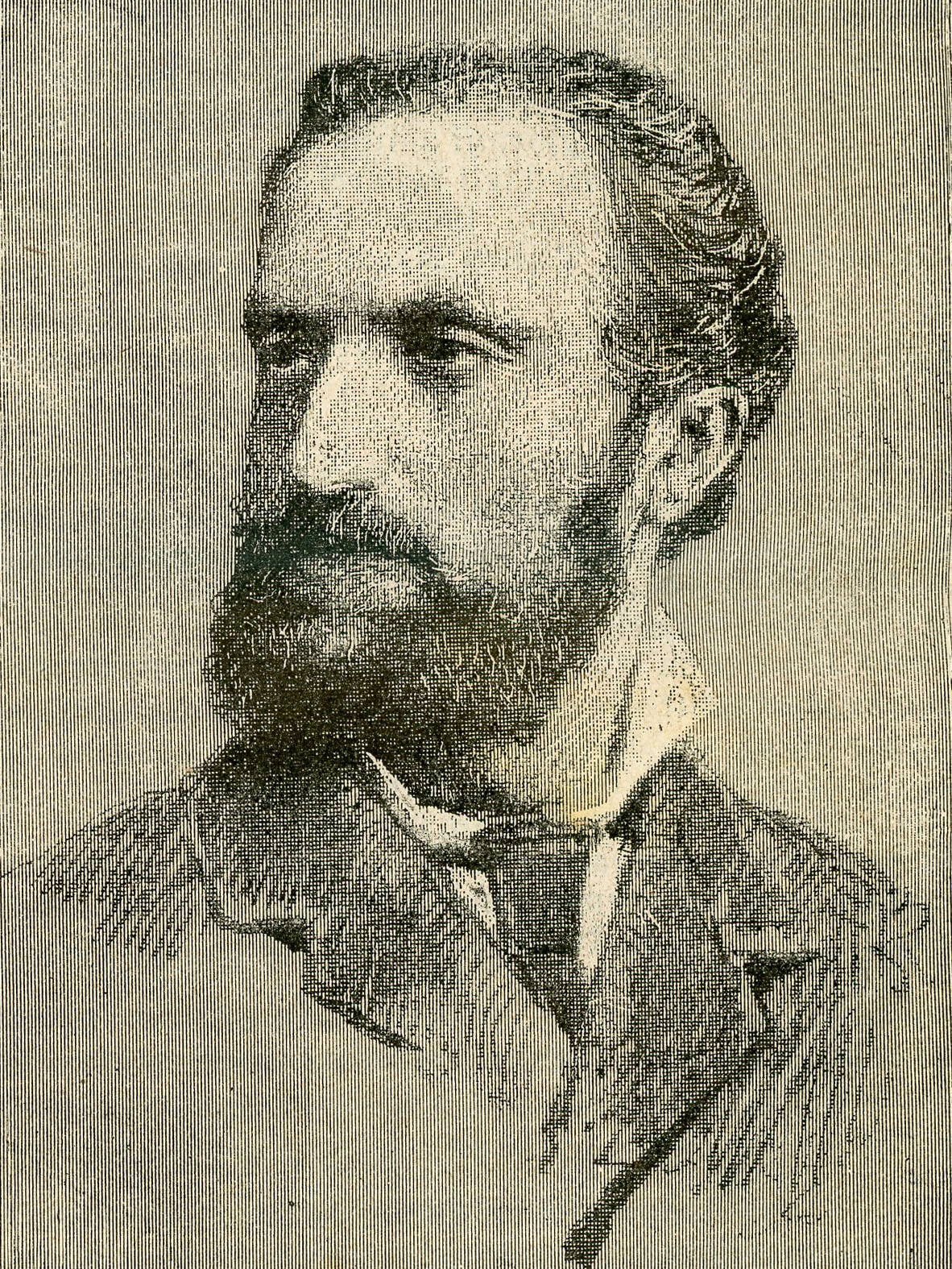
Porträt von Guglielmo Ciardi, 1886

Guglielmo Ciardi (* 12. Dezember 1842 in Venedig; † 6. Oktober 1917 ebenda) war ein italienischer Maler.
Guglielmo Ciardi gilt als Hauptmeister der venezianischen Freilichtmalerei. Seinen künstlerischen Einfluss erhielt er durch die florentinischen Macchiaioli sowie in Rom und Neapel durch Domenico Morelli und Palizzi. Ab 1874 war er in Venedig tätig und Professor der Akademie. Zu seinen Schülern zählte unter anderem Giulio Beda.
Ciardi schuf „lichtdurchflutete Bilder“ aus Venedig, auf denen oft der Sile dargestellt wird. Guglielmo Ciardi kann deshalb als ‚Maler des Sile‘ bezeichnet werden, da er bei regelmäßigen und langen Aufenthalten in Quinto di Treviso zahlreiche Ansichten des Flusses und der Umgebung malte. Auf diesen Bildern stellte er immer wieder auch die Menschen am Fluss dar, Wäscherinnen und Bootsleute, sowie die Wassermühlen und Schleusen.
Neben Venedig waren auch das Voralpengebiet sowie die venezianischen Lagunen Motive seiner Werke.
Guglielmo Ciardi hatte zwei Kinder, Beppo Ciardi (1875–1932) und Emma Ciardi (1879–1933), welche sich ebenfalls der Landschaftsmalerei widmeten. Er ist mit dem italienischen Filmregisseur Francesco Pasinetti und dem Schriftsteller Pier Maria Pasinetti verwandt.

## Werke (Auswahl)

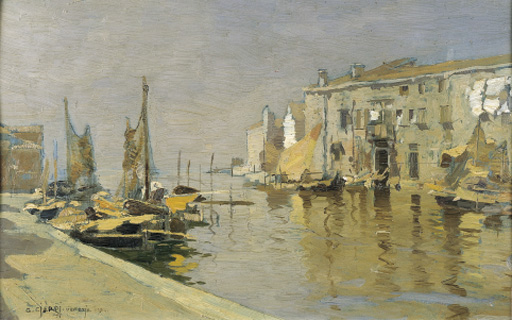
Canale a Venezia, 1904
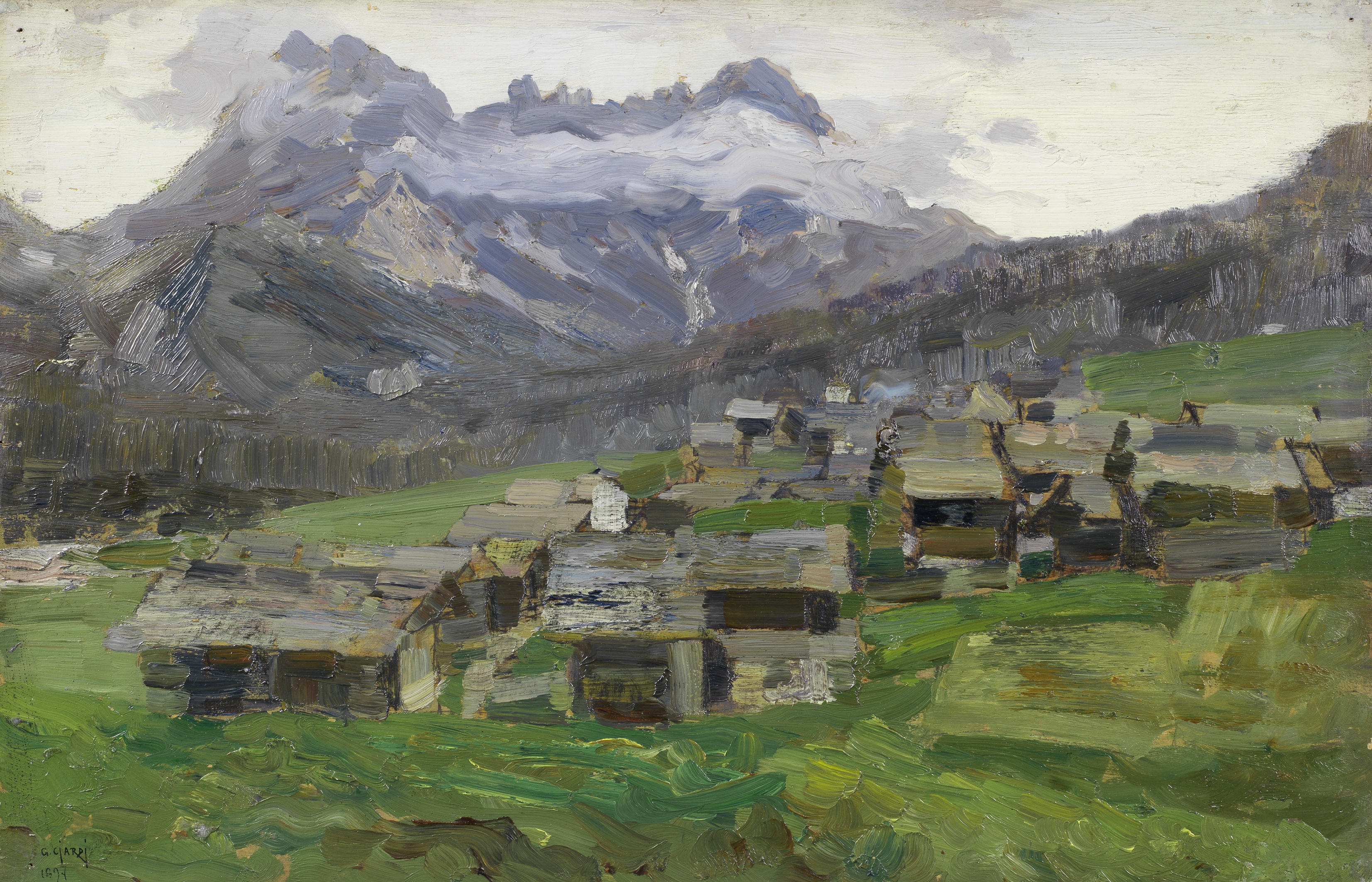
Conca di Sappada con le Terze, 1897
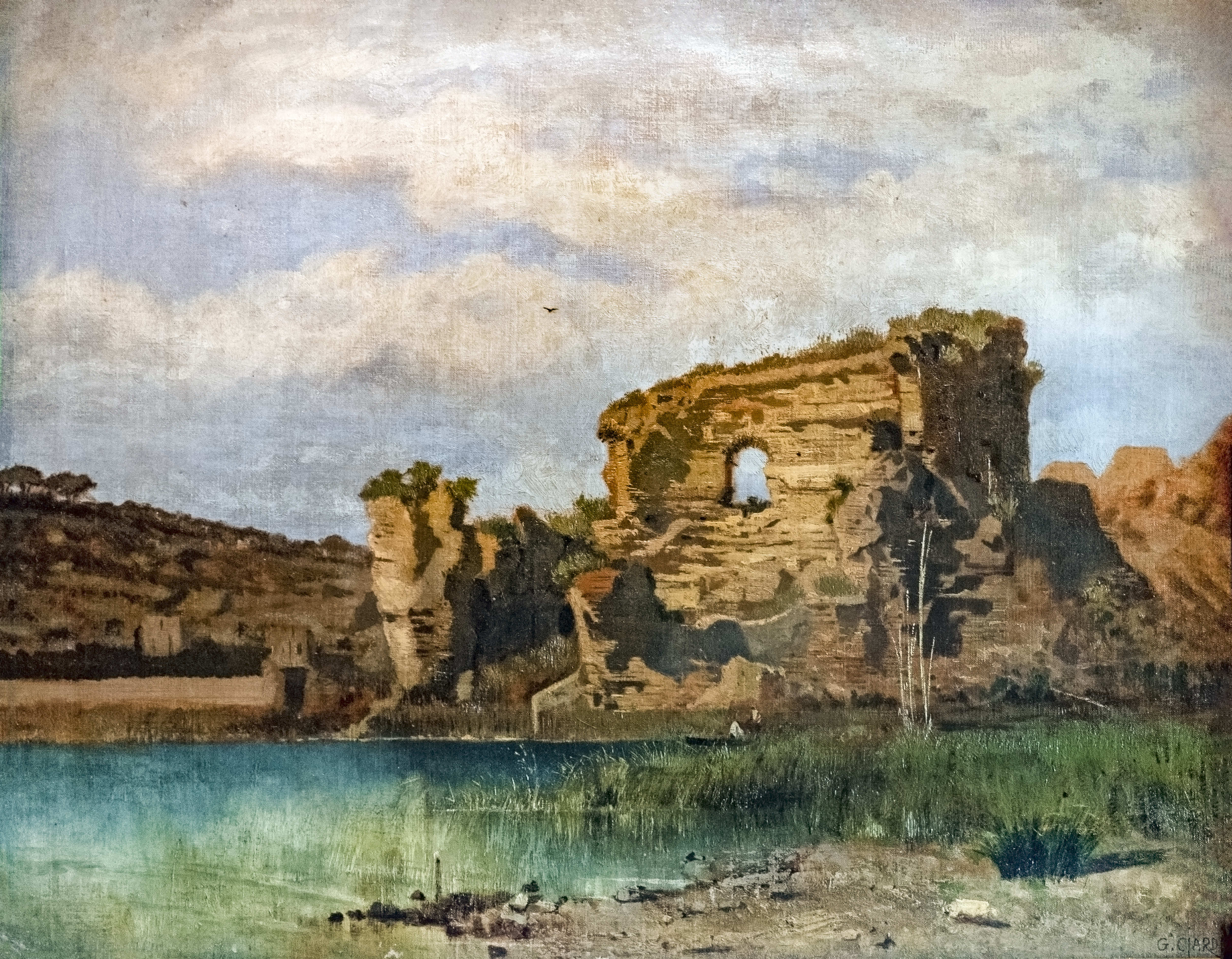
Resti del tempio di Plutone a Baia
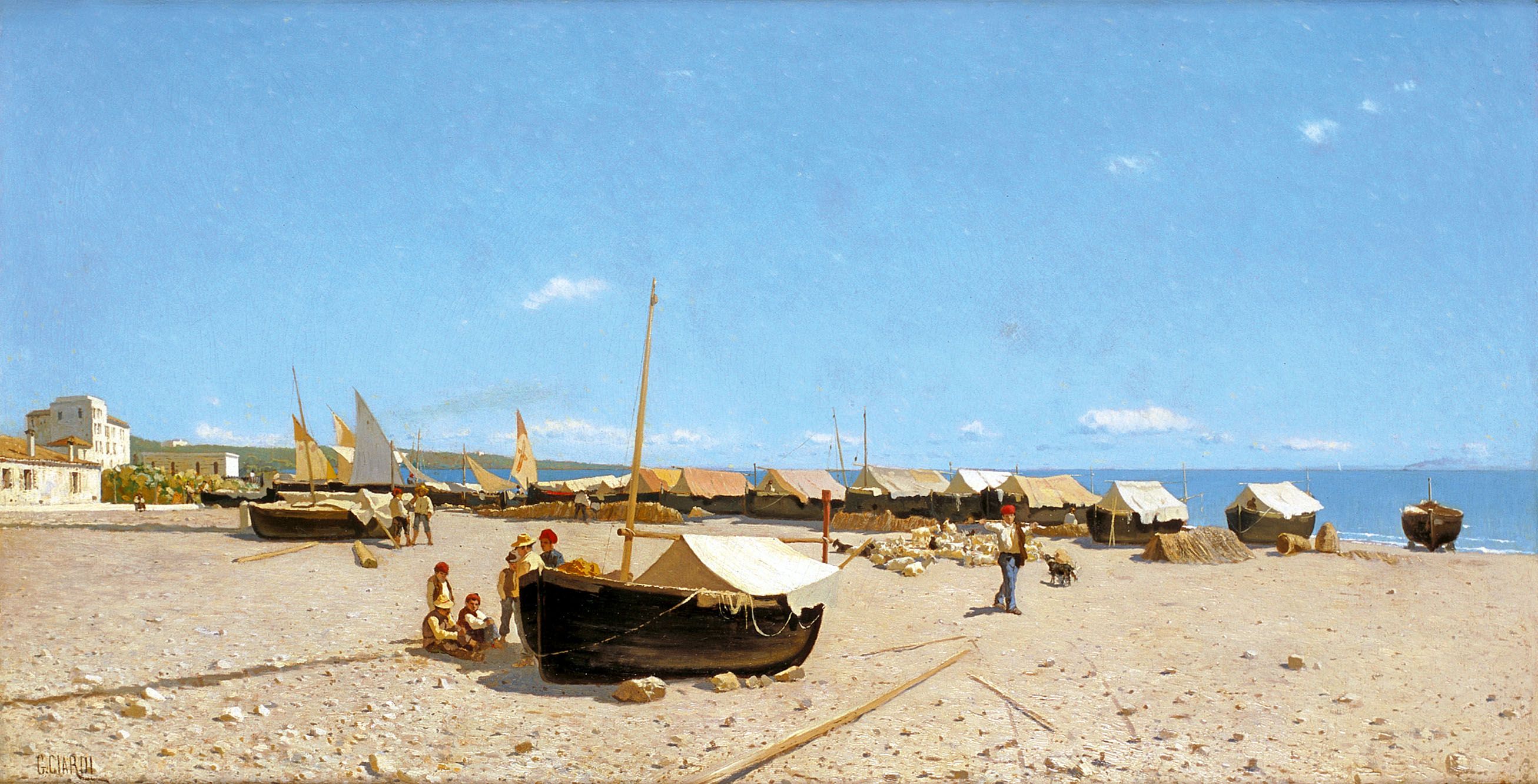
Port of Anzio, 1874
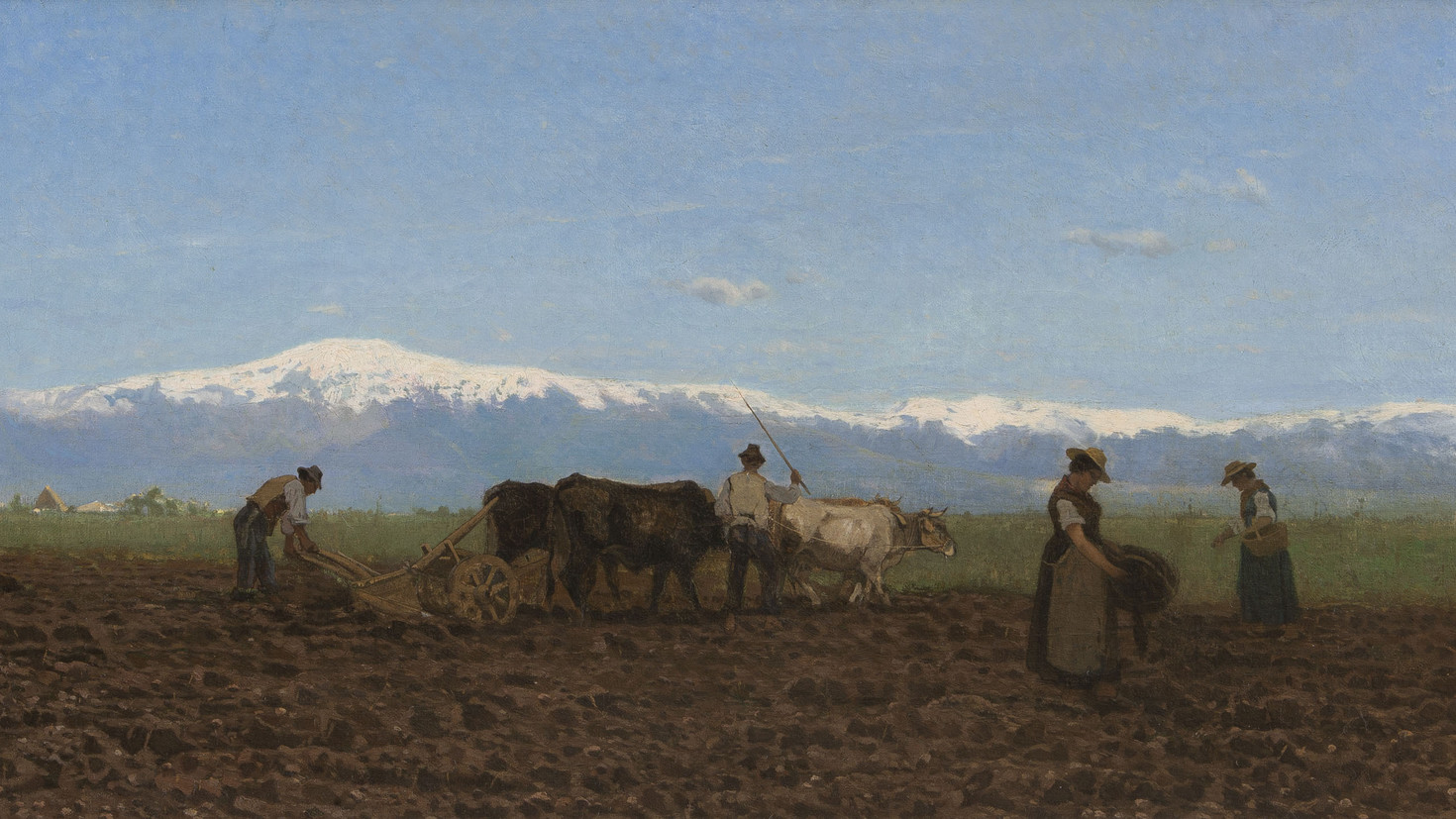
L’aratura (Il lavoro nei campi), 1872

Ciardis Werke sind unter anderem im Ca’ Rezzonico in Venedig ausgestellt.